# Myrmaplata plataleoides
Espèce
Synonymes
- Salticus plataleoides O. Pickard-Cambridge, 1869
- Myrmarachne plataleoides (O. Pickard-Cambridge, 1869)
- Myrmarachne megachelae Ganesh Kumar & Mohanasundaram, 1998

Myrmaplata plataleoides est une espèce d'araignées aranéomorphes de la famille des Salticidae.

## Distribution
Cette espèce se rencontre en Asie du Sud-Est, en Inde, au Sri Lanka et en Chine.

## Description

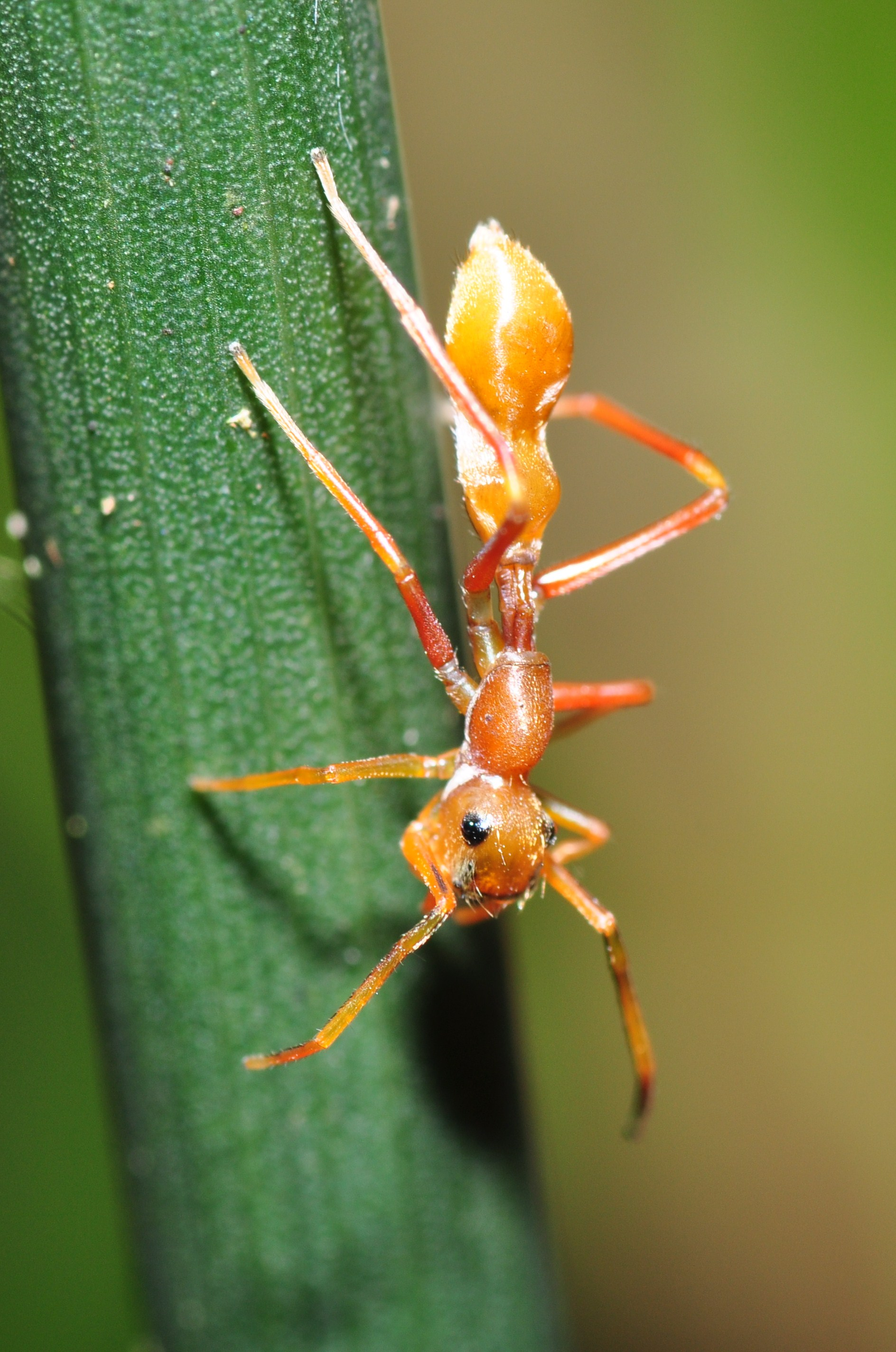
Myrmaplata plataleoides ♀

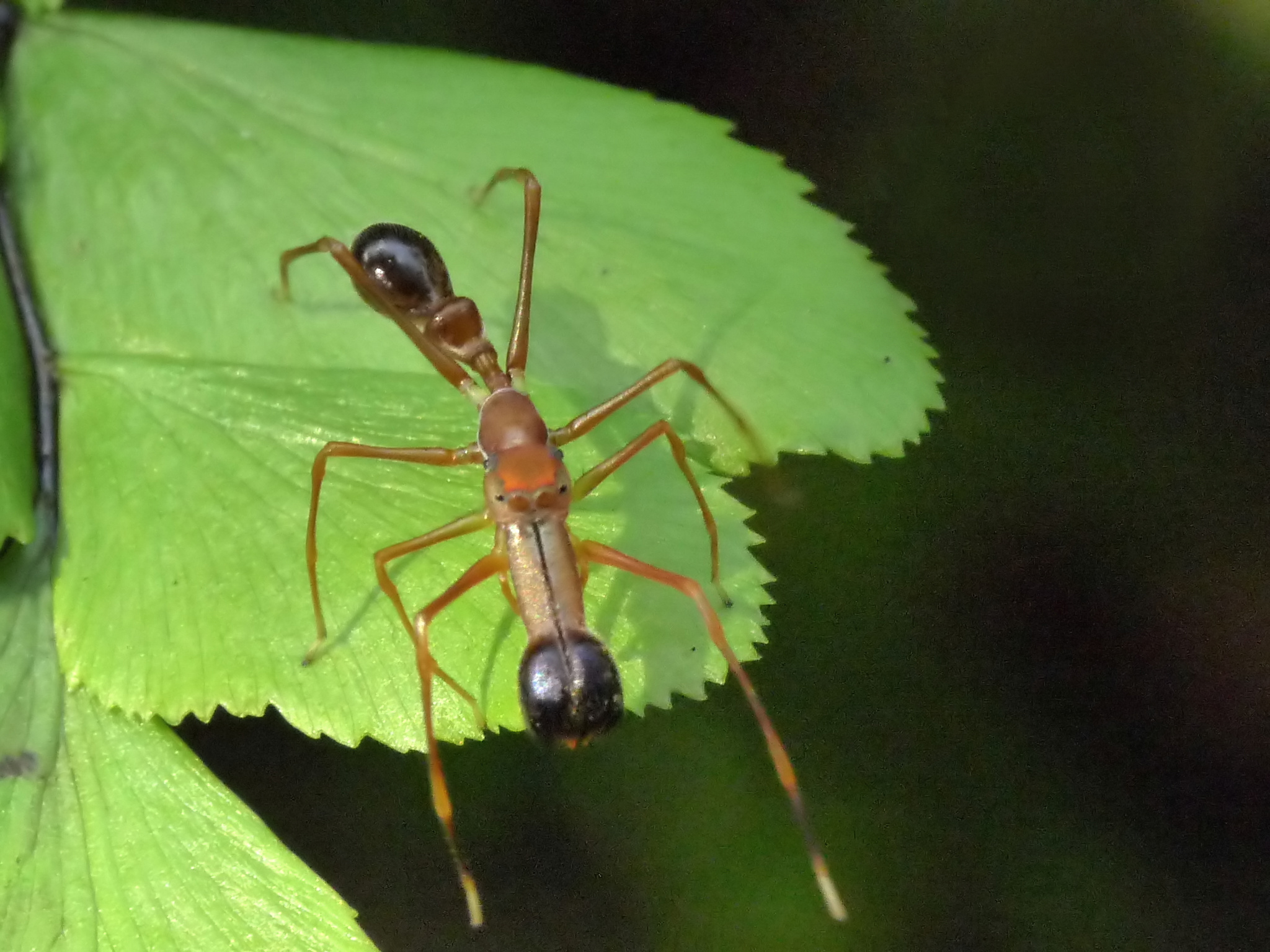
Myrmaplata plataleoides ♂

Cette araignée est myrmécomorphe.

## Publication originale
- O. Pickard-Cambridge, 1869 : Descriptions and sketches of some new species of Araneida, with characters of a new genus. Annals and Magazine of Natural History, sér. 4, vol. 3, p. 52-74 (texte intégral).